# Trường Xuân (Quảng Nam)
Trường Xuân is een phường van Tam Kỳ, de hoofdstad van de provincie Quảng Nam.
Op de grens met An Xuân ligt het station Tam Kỳ. De grens wordt hier bepaald door de Spoorlijn Hanoi - Ho Chi Minhstad.